# Patricia Hodge
Patricia Ann Hodge (* 29. September 1946 in Cleethorpes, England) ist eine britische Schauspielerin. Sie hatte ihr Theaterdebüt 1972 am West End Theatre in London und war 1973 in der West-End-Produktion von Pippin (Regie durch Bob Fosse) zu sehen. Hodge wurde zwei Mal für den Laurence Olivier Award in der Kategorie Best Actress in a Musical nominiert, bevor sie 2000 den Olivier Award als Best Supporting Actress für ihre Rolle Money erhielt.
Bekanntheit erreichte sie im deutschen Sprachraum vor allem durch ihre Auftritte in der BBC-Sitcom Miranda, in der sie von 2009 bis 2014 die egozentrische Mutter Penny der namensgebenden Hauptdarstellerin Miranda verkörperte.

## Frühes Leben
Hodge wurde in Cleethorpes, Lincolnshire geboren. Als Tochter des Inhabers des Royal Hotel Eric und seiner Frau Marion (geborene Phillips), studierte Hodge an der späteren Brunel University, um als Lehrerin arbeiten zu können. Später studierte sie Englisch und Dramaturgie, unter anderem an der London Academy of Music and Dramatic Art. Sie begann an der LAMDA als sie 22 Jahre alt war und wurde zeitgleich für den Eveline Evans Award for Best Actress nominiert.

## Karriere
Nach ihrem Abschluss konzentrierte sie sich auf die Arbeit am Theater und arbeitete 18 Monate später mit Bob Fosse an Pippin. Sie entschied sich damals, entgegen vieler Stimmen, am Theater zu bleiben und nicht komplett zum Fernsehen zu wechseln.
Hodge ist in The Naked Civil Servant, der BBC-Version von Hay Fever, als Margaret Thatcher in The Falklands Play und 2007 als Betty im BBC-Drama Maxwell zu sehen. In Betrug (Betrayal) war sie 1983 als Hauptdarstellerin zu sehen.
Sie wurde für ihre Rolle in der Fernsehadaption Hotel du Lac für einen BAFTA nominiert. Hodge ist „Honorary Graduate“ (DLitt) der Brunel University und eins der Gründungsmitglieder des Brunel Club. Von 2009 bis 2014 war sie als Penny, die egozentrische Mutter von Miranda, in der gleichnamigen Serie der BBC zu sehen.

## Privatleben
Hodge heiratete am 31. Juli 1976 den Musikproduzenten Peter Douglas Owen in Tonbridge. Gemeinsam haben sie mit Alexander Richard Charles (* März 1989) und Edward Frederick James (* Januar 1992) zwei Söhne. Peter Owen verstarb 2016.

## Filmografie (Auswahl)

### Film
- 1977: Sein letzter Mord (The Disappearance)
- 1978: Rosie Dixon – Night Nurse
- 1978: The Waterloo Bridge Handicap
- 1980: Der Elefantenmensch (The Elephant Man)
- 1980: Charlotte
- 1981: Riding High
- 1983: Betrug (Betrayal)
- 1985: Behind Enemy Lines
- 1988: Die Malteser des Falken (Just Ask for Diamond)
- 1988: Sunset – Dämmerung in Hollywood (Sunset)
- 1988: Thieves in the Night
- 1989: Einer zuviel (In the Heat of the Night)
- 1992: Künstliche Schwestern (The Cloning of Joanna May)
- 1996: Die Stunde des Verführers (The Leading Man)
- 2002: Before You Go
- 2015: N-Day

### Fernsehen
- 1975: The Girls of Slender Means
- 1975: Wie man sein Leben lebt (The Naked Civil Servant)
- 1978: Edward and Mrs Simpson
- 1978–1992: Rumpole of the Bailey
- 1979: Die Profis (The Professionals; Fernsehserie, 1 Folge)
- 1980–1981: The Other ’Arf
- 1980–1982: Holding the Fort
- 1981: Winston Churchill: The Wilderness Years
- 1981–1982: Nanny
- 1983: Jemima Shore Investigates
- 1984: Hay Fever
- 1985: Time for Murder
- 1986: Die Wiederkehr von Sherlock Holmes (Serie, Folge The Second Stain)
- 1986: Hotel du Lac
- 1986: Robin Hood (Robin of Sherwood; Fernsehserie, 1 Folge)
- 1986: The Death of the Heart
- 1986: The Life and Loves of a She-Devil
- 1988: Heat of the Day
- 1989: Inspektor Morse, Mordkommission Oxford (Inspector Morse; Fernsehserie, 1 Folge)
- 1989: Victoria Wood
- 1989: Rosamunde Pilcher: Die Muschelsucher (The Shell Seekers)
- 1990: Das geheime Leben des Ian Fleming (Spymaker: The Secret Life of Ian Fleming, Fernsehfilm)
- 1991: Rich Tea and Sympathy
- 1992: The Cloning of Joanna May
- 1996: The Legacy of Reginald Perrin
- 2002: The Falklands Play
- 2002: Waking the Dead – Im Auftrag der Toten (Waking the Dead; Fernsehserie, 2 Folgen)
- 2003: Sweet Medicine
- 2006: Agatha Christie’s Marple
- 2007: Hustle
- 2007: Maxwell
- 2009–2014: Miranda (Fernsehserie, 20 Folgen)
- 2013: Agatha Christie’s Poirot: The Big Four
- 2014: You Can't Get The Staff
- 2018: A Very English Scandal (Fernsehserie, 3 Folgen)
- 2021: Der Doktor und das liebe Vieh (All Creatures Great and Small, Fernsehserie)

### Theater
- 1971: No-One Was Saved
- 1972: Rookery Nook
- 1972: Popkiss
- 1973: Pippin
- 1973: Two Gentlemen of Verona
- 1974: Hair
- 1975: The Beggar's Opera
- 1976: Look Back in Anger
- 1976: Pal Joey
- 1979: Then and Now
- 1981: The Mitford Girls
- 1983: As You Like It
- 1984: Benefactors
- 1988: Lady in the Dark
- 1989–1990: Noël and Gertie
- 1992: Shades
- 1993: Separate Tables
- 1994: The Prime of Miss Jean Brodie
- 1995: A Little Night Music
- 1999–2000: Money
- 1999–2000: Summerfolk
- 2001–2002: Noises Off
- 2003–2004: His Dark Materials
- 2006: Dream Me a Winter
- 2007: Boeing Boeing
- 2007–2008: The Country Wife
- 2008: Calendar Girls
- 2008: The Clean House
- 2011: The Breath of Life
- 2012: Dandy Dick
- 2013–2014: Relative Values

## Auszeichnungen und Nominierungen
| Jahr | Preis                                                       | Für               | Resultat  |
| ---- | ----------------------------------------------------------- | ----------------- | --------- |
| 1981 | Olivier Award für die beste Schauspielerin in einem Musical | The Mitford Girls | Nominiert |
| 1987 | BAFTA TV Award die beste Schauspielerin                     | Hotel du Lac      | Nominiert |
| 1990 | Olivier Award für die beste Schauspielerin in einem Musical | Noel and Gertie   | Nominiert |
| 2000 | Olivier Award die beste Nebendarstellerin                   | Money             | Gewonnen  |